# Affranchissement (système postal)
Pour l’article homonyme, voir Affranchissement.
L'affranchissement est, dans les systèmes postaux, le fait de s'acquitter de la taxe que coûte l'expédition d'un courrier ou de toute autre missive, et qui est généralement signalé par l'apposition d'un signe distinctif sur ladite missive (timbre ou empreinte de machine à affranchir).

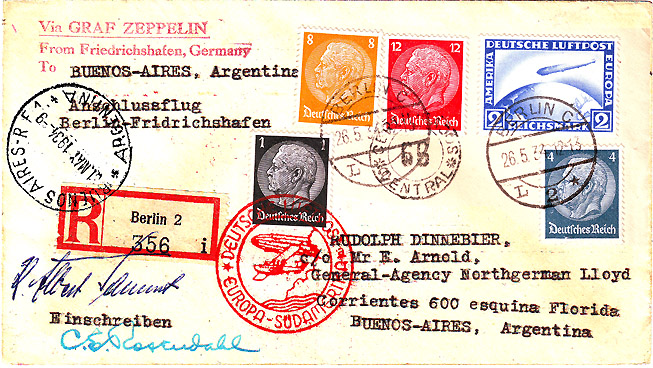
Courrier ayant été transporté en 1934 par le premier vol d'un Zeppelin vers l'Amérique du Sud, puis par avion, affranchi par des timbres-poste

## Histoire

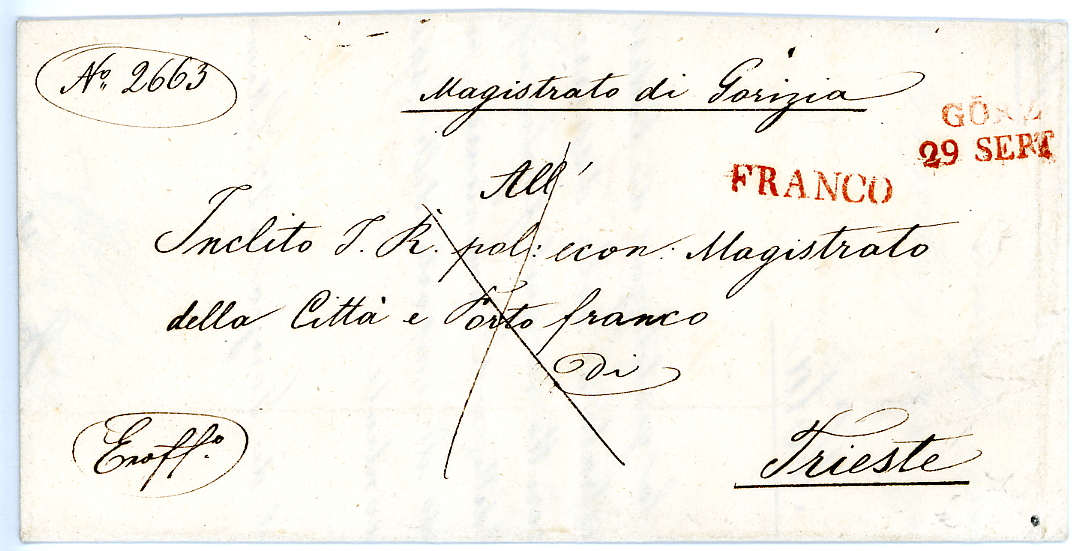
Lettre affranchie envoyée avant l'introduction des timbres-poste, marquée "FRANCO"

Avant l'introduction des timbres-poste, le transport du courrier était habituellement payé par les destinataires. S'ils n'avaient pas les moyens de le faire, ou ne voulaient pas payer le prix, le courrier était retourné aux expéditeurs. Du fait que les destinataires devraient payer pour que le courrier leur soit apporté, les frais étaient nommés port ou porto (en italien). Pour garantir la livraison, les expéditeurs devraient payer le transport d'avance, donc libérant les destinataires du paiement. De là originent les expressions franco et affranchissement. Les envois étaient marqués par le mot "franco" écrit ou imprimé par cachet sur le recto. Pour les envois internationaux, il était possible de payer le franco jusqu'à une frontière ou une place d'échange du courrier. Les envois de ce type étaient marqués p. ex. "franco à Bâle".

## Méthodes

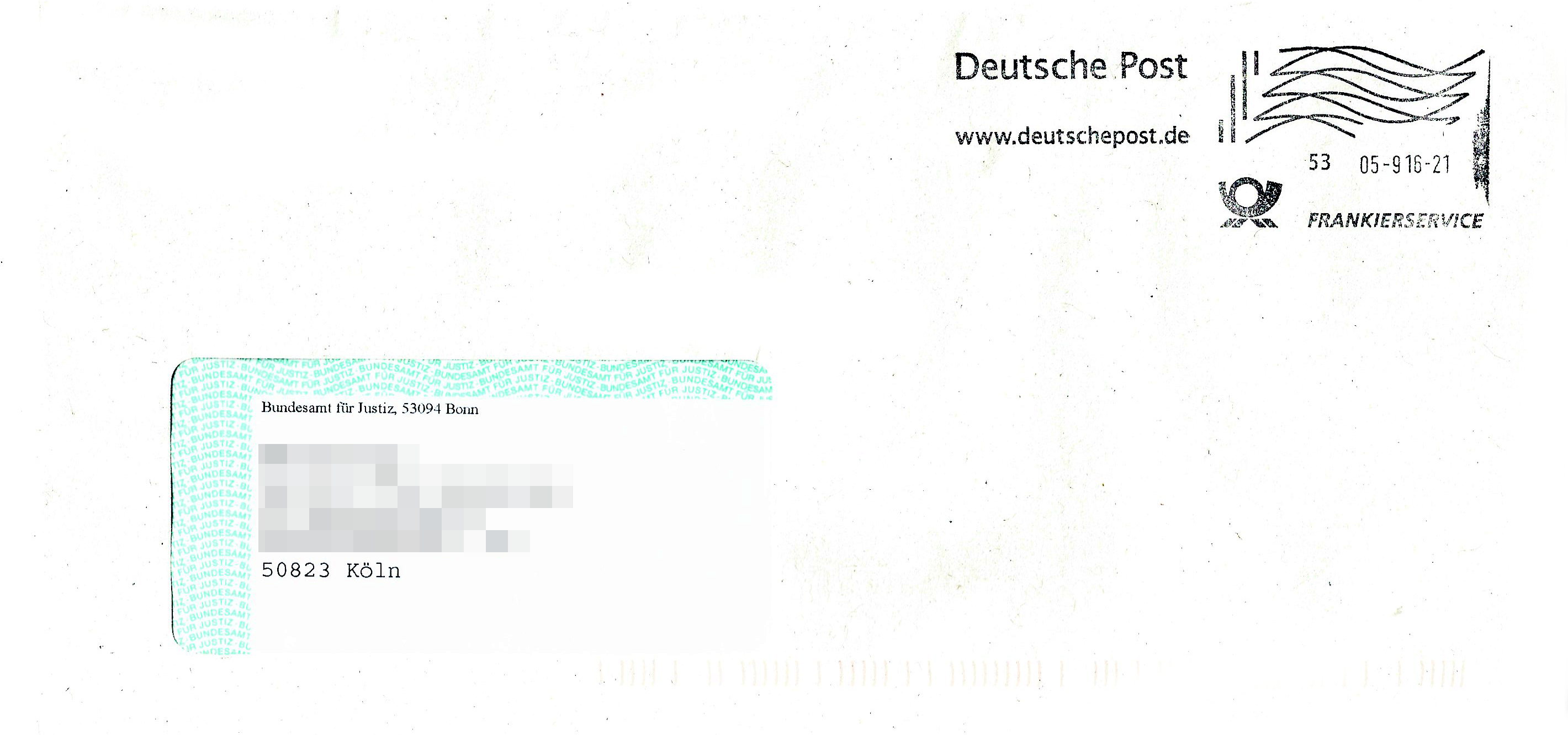
Lettre dont l'affranchissement était payé d'avance

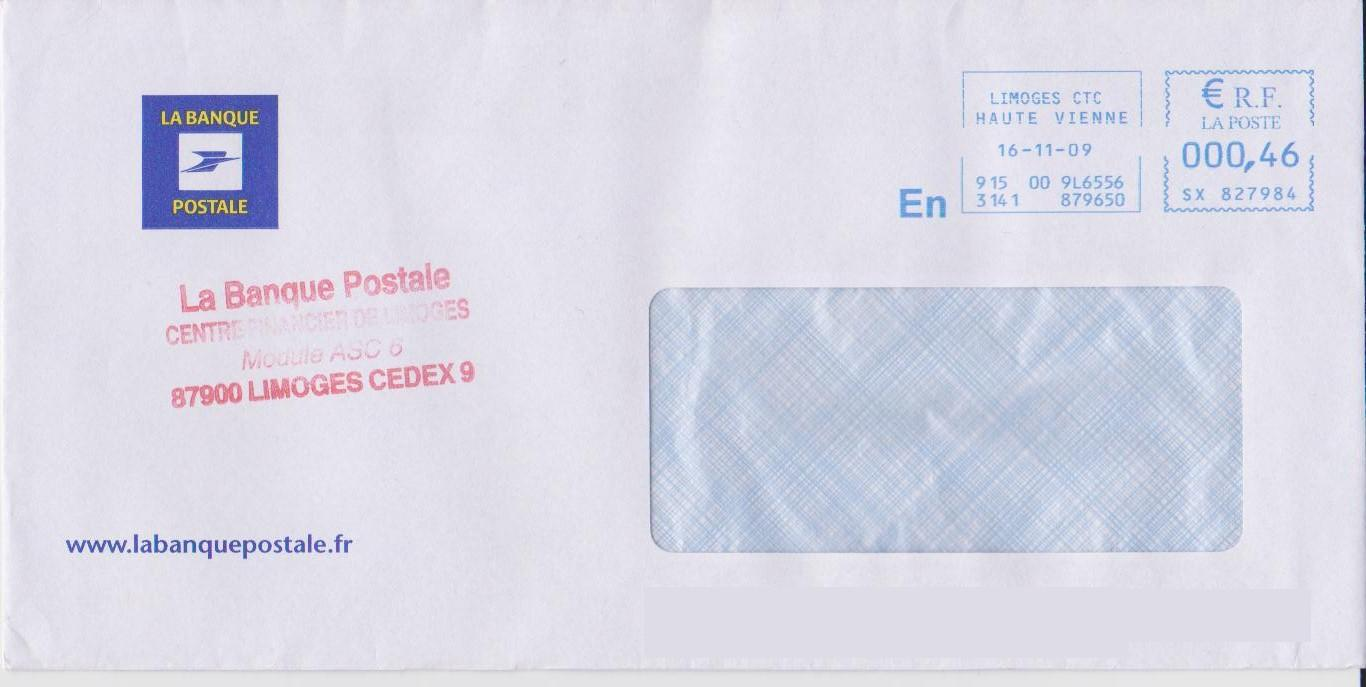
Lettre affranchie par machine

La méthode la plus ancienne d'affranchissement postal est le paiement en espèces au guichet d'un bureau de la poste. Il est encore utilisé notamment s'il manque des timbres-poste, ou si un grand nombre d'envois similaires est expédié. Le paiement peut aussi être effectué par chèque ou par virement bancaire. Les envois affranchis par cette méthode portent l'inscription "Port payé", "Postage paid", ou son équivalent dans une autre langue. Il est commun de l'imprimer sur des envois internationaux en deux ou plusieurs langues, dont une est le français ou l'anglais.
Les timbres-poste sont la méthode d'affranchissement la plus connue par le public. Ils ont été introduits pour la première fois en 1840 au Royaume-Uni par Sir Rowland Hill. Les premiers timbres-poste d'une entité francophone paraissent à Genève en 1843. Les premiers timbres-poste de la France paraissent en 1849 et du Canada en 1851.
Depuis le début du XXe siècle, l'usage des machines à affranchir est devenu de plus en plus commun. Il offre des avantages financiers pour l'envoi de grandes quantités de courrier, notamment si - comme au Royaume-Uni depuis environ 2008 - une réduction du prix est offerte par l'administration postale pour le usagers des machines, mais aussi à cause d'une réduction du travail requis.

## Prix
Le prix des timbres à apposer varie selon le poids de la lettre et son degré de priorité, le fait qu'on l'envoie par avion, etc. 
Certaines enveloppes et certains emballages de colis sont vendus préaffranchis.
Les courriers bénéficiant d'une franchise ne sont pas soumis à l'affranchissement.
L'adoption de l'euro n'a pas unifié le coût des tarifs postaux des pays adhérents à l'Union européenne. Chaque pays reste maître de la fixation de ses prix.

## Affranchissement libre

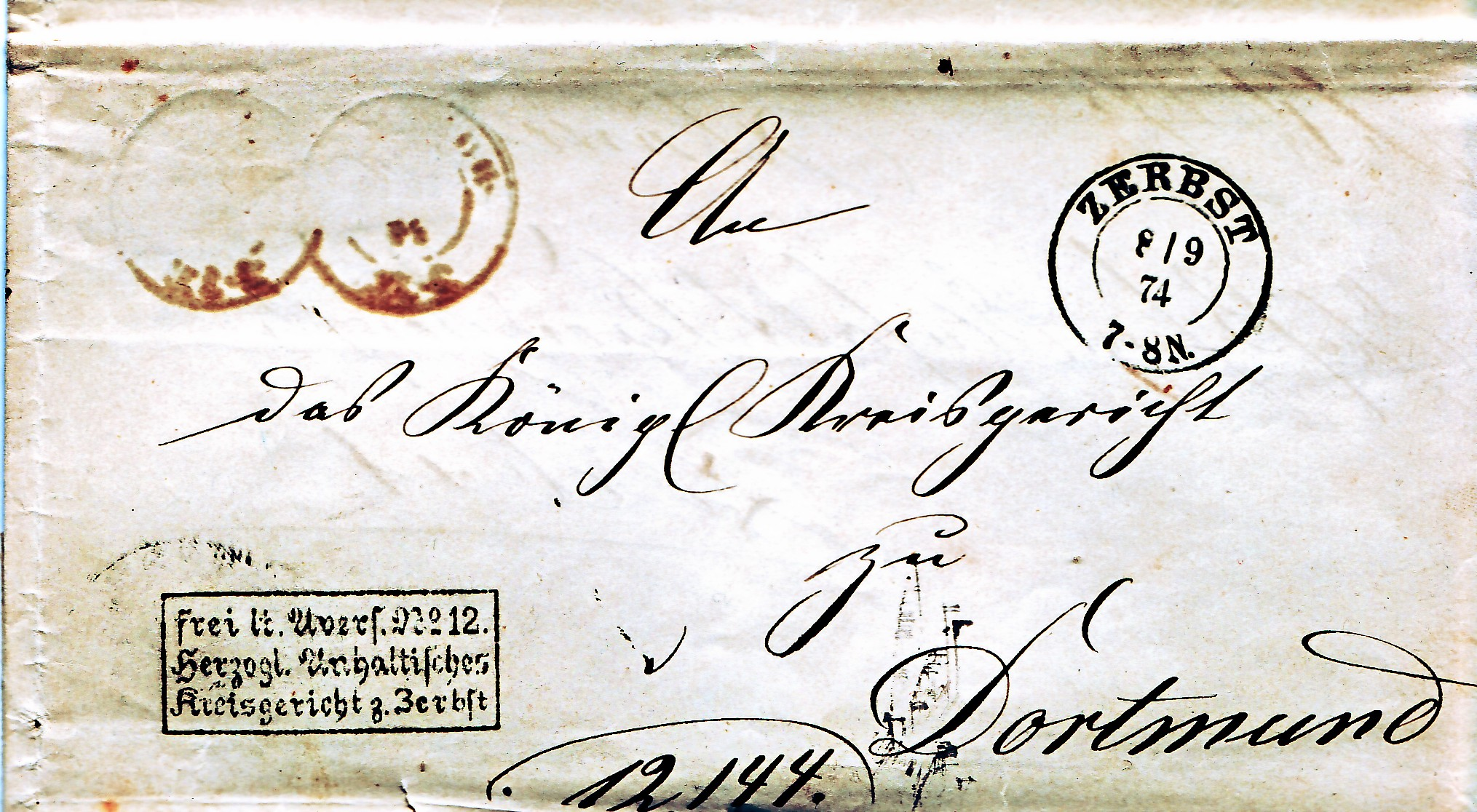
Lettre d'une cour de justice bénéficiant du privilège d'affranchissement libre

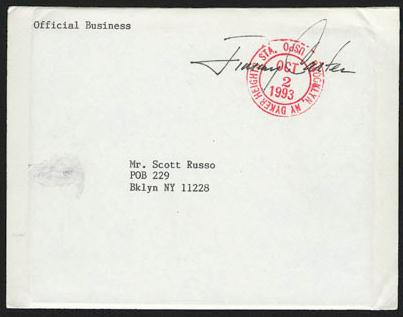
Lettre du président Carter avec affranchissement libre, marqué par une signature en fac-similé

Traditionnellement, l’affranchissement est libre pour les services postaux eux-mêmes. Il est aussi offert fréquemment aux membres des forces armées en campagne (poste de campagne), pour certains offices d'État, et dans quelques pays aux membres du gouvernement, p. ex. aux membres du congrès et du sénat des États-Unis d'Amérique ou aux sénateurs et députés fédéraux au Canada. Les envois doivent être marqués selon les règles en cours.